# グーグーモンキーズ
『グーグーモンキーズ』は、MBSラジオで2004年4月から2006年3月まで、毎週土曜日（金曜深夜）に放送されていたラジオ番組。

## 概要
パーソナリティは、漫才コンビ・麒麟とグラビアアイドル・番ことみ。オープニングトーク後より、漫才コンビ・ソラシドの本坊元児（ほんぼうがんじ）も参加。
以前は『Bフライデースペシャル』の中で「45ラジオ」(番ことみが出演)、「02ラジオ」(麒麟が出演)が放送されていたが、『Bフライデースペシャル』の終了後、当番組がスタート。毎週土曜日2時30分（金曜深夜）から放送。
2005年秋の改編により、麒麟と番は『ゴーゴーモンキーズ』木曜日に移る。10月から新たにパーソナリティとして千鳥と石井寛子を迎え、放送枠も毎週土曜日3時00分からに変更。
2006年春の改編で、4月1日をもって終了となった。

## 出演

### パーソナリティ

#### 2005年9月まで
- 麒麟
- 番ことみ

#### 2005年10月から
- 千鳥
- 石井寛子

### 月イチレギュラー
- 中山功太、ネゴシックス（2人で出演）
- 南海キャンディーズ
- とろサーモン
- ダイアン

#### 旧レギュラー
- ダイアン
- 中山功太
- 天津
- 南海キャンディーズ

### 月イチゲスト 卒業
- レギュラー
- 千鳥